# Gostuša
Gostuša (en serbe cyrillique : Гостуша) est un village de Serbie situé dans la municipalité de Pirot, district de Pirot. Au recensement de 2011, il comptait 70 habitants.

## Démographie
| 1948  | 1953  | 1961  | 1971 | 1981 | 1991 | 2002 | 2011 |
| ----- | ----- | ----- | ---- | ---- | ---- | ---- | ---- |
| 1 308 | 1 144 | 1 050 | 787  | 533  | 269  | 139  | 70   |

|  |